# 16 tháng 5
Ngày 16 tháng 5 là ngày thứ 136 (137 trong năm nhuận) trong lịch Gregory. Còn 229 ngày trong năm..

## Sự kiện
- 290 – Hoàng thái tử Tư Mã Trung kế vị vua cha Tấn Vũ Đế mới qua đời, tức Tấn Huệ Đế.
- 947 – Khang vương Da Luật Nguyễn kế vị hoàng đế triều Liêu, tức Liêu Thế Tông.
- 1689 – Matsuo Basho cùng đệ tử là Kawai Sora bắt đầu du hành phía Bắc đảo Honshu, hành trình nổi tiếng nhất trong văn học Nhật Bản.
- 1955 – Thực dân Pháp rút quân khỏi Bắc Việt Nam tại Cát Bà.
- 1929 – Lễ trao Giải Oscar lần đầu tiên được tổ chức tại Hollywood, California, Hoa Kỳ.
- 1960 – Nhà vật lý học Theodore Maiman tiến hành laser hoạt động đầu tiên tại Phòng thí nghiệm HRL tại Malibu, California, Hoa Kỳ.
- 1966 – Ủy ban Trung ương Đảng Cộng sản Trung Quốc ban bố "Thông tri 16/5", Đại Cách mạng vǎn hoá vô sản bắt đầu tại Trung Quốc.
- 1966 – Ban nhạc The Beach Boys cho phát hành album Pet Sounds. Bob Dylan phát hành album Blonde on Blonde.
- 1975 – Nhà leo núi Nhật Bản Tabei Junko trở thành người phụ nữ đầu tiên chinh phục đỉnh Everest.
- 1975 – Sau khi bãi bỏ chế độ quân chủ, Sikkim chính thức trở thành một bang của Ấn Độ.
- 2007 – Nicolas Sarkozy nhậm chức Tổng thống Cộng hòa Pháp.

## Sinh
- 1824 – Tân Bình Quận công Nguyễn Phúc Miên Phong, hoàng tử con vua Minh Mạng nhà Nguyễn (m. 1860)
- 1825 – Đặng Huy Trứ, quan ngự sử ở triều đình nhà Nguyễn (m. 1874).
- 1966 – Janet Jackson, nữ ca sĩ Mỹ
- 1988 - Ahn Bo Hyun, diễn viên, người mẫu người Hàn Quốc
- 1992 – Davika Hoorne,diễn viên, người mẫu người Thái Lan
- 1993 – IU, ca sĩ, nhạc sĩ,diễn viên Hàn Quốc
- 1995 –  Nguyễn Tuấn Anh, cầu thủ bóng đá người Việt Nam

## Mất
- 1209 - Tế Công Là Tu Sĩ Người Trung Quốc
- 1999 – Lê Tiến Phục, Thiếu tướng quân đội nhân dân Việt Nam (sinh 1922).
- 2019 – Bob Hawke, nhà chính trị, thủ tướng thứ 23 Australia (sinh 1929)